# Herb gminy Izabelin
Herb gminy Izabelin – jeden z symboli gminy Izabelin, ustanowiony 27 kwietnia 2005.

## Wygląd i symbolika
Herb przedstawia na tarczy koloru czerwonego dwie złote rosochy, a nad nimi srebrną głowę orła z czarnym okiem i złotym dziobem. 